# Klebitz-Rahnsdorfer Feldsölle
Klebitz-Rahnsdorfer Feldsölle este o arie protejată (arie specială de conservare — SAC, sit de importanță comunitară — SCI) din Germania întinsă pe o suprafață de 327 ha, integral pe uscat.

## Localizare
Centrul sitului Klebitz-Rahnsdorfer Feldsölle este situat la coordonatele 51°56′46″N 12°49′17″E / 51.9461°N 12.8214°E.

## Înființare
Situl Klebitz-Rahnsdorfer Feldsölle a fost declarat sit de importanță comunitară în martie 2004 pentru a proteja 2 specii de animale. Situl a fost protejat și ca arie specială de conservare în decembrie 2018.

## Biodiversitate
Situată în ecoregiunea continentală, aria protejată nu include niciun habitat protejat.
La baza desemnării sitului se află mai multe specii protejate de  amfibieni (2): buhai de baltă cu burta roșie (Bombina bombina), triton cu creastă (Triturus cristatus)
Pe lângă speciile protejate, pe teritoriul sitului au mai fost identificate 7 specii de amfibieni, 4 specii de mamifere, 1 specie de reptile.